# Erdoğan Atalay
Erdoğan Atalay (ur. 22 września 1966 w Hanowerze) – niemiecki aktor tureckiego pochodzenia.

## Życiorys

### Wczesne lata
Urodził się w Hanowerze. Jego ojciec pochodzenia tureckiego i sam był aktorem w Turcji, a matka Niemką. Dorastał wraz z siostrą w rodzinie w Berenbostel, największej dzielnicy Garbsen. W 1987 ukończył klasę aktorską w Hochschule für Musik und Theater Hamburg.

### Kariera
W 1984 po raz pierwszy wystąpił w spektaklu Aladyn i cudowna lampa na scenie Staatstheater Hannover. Wkrótce otrzymał drobne role w teatrach w Hamburgu. Pojawiał się gościnnie w różnych serialach telewizyjnych, takich jak ZDF Music Groschenweise (1990), Zatrudniony dla Lohbecka (Einsatz für Lobeck, 1995) czy Sperling (1999), a także produkcjach RTL jak Straż (Die Wache, 1994), Dwa fronty (Doppelter Einsatz, 1995) i Klaun (Der Clown, 1998) jako Semir Gerkhan.
Miał zagrać postać tureckiego sprzedawcy warzyw w operze mydlanej ARD Marienhof, jednak 26 marca 1996 przyjął rolę policjanta drogowego Semira Gerkhana w niemieckim serialu kryminalnym RTL Kobra – oddział specjalny (Alarm für Cobra 11 – Die Autobahnpolizei). W 2020, po 25 latach zrezygnował z dalszego udziału w serialu w Kolonii i przeniósł się z rodziną do Hamburga. Po raz ostatni wystąpił w tym serialu 24 września 2020 w odcinku pt. „Ein langer Weg” („Długa droga”).

## Życie prywatne
13 sierpnia 2004 poślubił Astrid Ann-Marie Pollmann. Mają córkę Amirę Paulettę Melisande (ur. 22 listopada 2002). Para rozstała się pod koniec 2009. Związał się z charakteryzatorką Katją Ohneck, z którą ma syna Marisa Junesa (ur. 11 lipca 2012). Zaręczyli się 26 grudnia 2016 podczas wakacji. Pobrali się 7 lipca 2017. Pod koniec maja 2018 Katja urodziła córkę Matildę.

## Filmografia

### Filmy
- 2000: Liebe Pur (TV) jako pracownik lotniska
- 2002: Maximum Speed – Renn’ um dein Leben! (TV) jako Markus Schneider
- 2006: Hammer & Hart (TV) jako księgowy
- 2010: C.I.S. – Chaoten im Sondereinsatz jako Semir Gerkhan
- 2011: Geister: All Inclusive (TV) jako Ramon Vasquez
- 2018: Asphaltgorillas jako Hassan

### Seriale TV
- 1990: Musik groschenweise
- 1994: Wachta (Die Wache) jako Richard Schneider
- 1995: Zatrudniony dla Lohbecka (Einsatz für Lohbeck) jako Kemal Özgün
- 1995: Doppelter Einsatz jako Özgul
- od 1996: Kobra – oddział specjalny (Alarm für Cobra 11 – Die Autobahnpolizei) jako Semir Gerkhan
- 1997: Sperling und der falsche Freund
- 1999: Sperling jako Sabri
- 1999–2000: Hinter Gittern – Der Frauenknast
- 1998: Klaun (Der Clown) Jako Semir Gerkhan
- 2003: Alarm für Cobra 11 – Einsatz für Team 2 jako Semir Gerkhan
- 2013: SOKO München jako Markus Becker
- 2012: Cindy aus Marzahn und die jungen Wilden jako Semir Gerkhan
- 2013: Wydział zabójstw Stambuł (Mordkommission Istanbul) jako Hasan Omer
- 2016: SOKO Stuttgart – Fluch des Geldes jako Niklas Rehberg
- 2019: Die Martina Hill Show jako Semir Gerkhan